# Natació als Jocs Olímpics d'estiu de 1956
Als Jocs Olímpics d'Estiu de 1956 celebrats a la ciutat de Melbourne (Austràlia) es disputaren 13 proves de natació, set en categoria masculina i sis en categoria femenina. La competició es desenvolupà al Centre Aquatic de Melbourne entre els dies 29 de novembre i 7 de desembre de 1956.
Hi participaren un total de 235 nedadors, entre ells 99 dones, de 33 comitès nacionals diferents.

## Resum de medalles

### Categoria masculina
| Prova                   | Or                                                                   | Or      | Argent                                                                   | Argent  | Bronze                                                                                | Bronze  |
| 100 m lliures Detalls   | Jon Henricks                                                         | 55.4    | John Devitt                                                              | 55.8    | Gary Chapman                                                                          | 56.7    |
| 400 m lliures Detalls   | Murray Rose                                                          | 4:27.3  | Tsuyoshi Yamanaka                                                        | 4:30.4  | George Breen                                                                          | 4:32.5  |
| 1500 m lliures Detalls  | Murray Rose                                                          | 17:58.9 | Tsuyoshi Yamanaka                                                        | 18:00.3 | George Breen                                                                          | 18:08.2 |
| 100 m esquena Detalls   | David Theile                                                         | 1:02.2  | John Monckton                                                            | 1:03.2  | Frank McKinney                                                                        | 1:04.5  |
| 200 m esquena Detalls   | Masaru Furukawa                                                      | 2:34.7  | Masahiro Yoshimura                                                       | 2:36.7  | Kharis Yunichev                                                                       | 2:36.8  |
| 200 m papallona Detalls | William Yorzyk                                                       | 2:19.3  | Takashi Ishimoto                                                         | 2:23.8  | György Tumpek                                                                         | 2:23.9  |
| 4x200 m lliures Detalls | AustràliaKevin O'Halloran · John Devitt · Murray Rose · Jon Henricks | 8:23.6  | Estats UnitsRichard Hanley · George Breen · William Woolsey · Ford Konno | 8:31.5  | Unió SovièticaVitali Sorokin · Vladimir Struzhanov · Gennadi Nikolaev · Boris Nikitin | 8:34.7  |

### Categoria femenina
| Prova                   | Or                                                                  | Or     | Argent                                                                 | Argent | Bronze                                                                          | Bronze |
| 100 m lliures Detalls   | Dawn Fraser                                                         | 1:02.0 | Lorraine Crapp                                                         | 1:02.3 | Faith Leech                                                                     | 1:05.1 |
| 400 m lliures Detalls   | Lorraine Crapp                                                      | 4:54.6 | Dawn Fraser                                                            | 5:02.5 | Sylvia Ruuska                                                                   | 5:07.1 |
| 100 m esquena Detalls   | Judy Grinham                                                        | 1:12.9 | Carin Cone                                                             | 1:12.9 | Margaret Edwards                                                                | 1:13.1 |
| 200 m esquena Detalls   | Ursula Happe                                                        | 2:53.1 | Éva Székely                                                            | 2:54.8 | Eva-Maria Elsen                                                                 | 2:55.1 |
| 100 m papallona Detalls | Shelley Mann                                                        | 1:11.0 | Nancy Ramey                                                            | 1:11.9 | Mary Jane Sears                                                                 | 1:14.4 |
| 4x100 m lliures Detalls | AustràliaDawn Fraser · Faith Leech · Sandra Morgan · Lorraine Crapp | 4:17.1 | Estats UnitsSylvia Ruuska · Shelley Mann · Nancy Simons · Joan Rosazza | 4:19.2 | Sud-àfrica Natalie Myburgh · Susan Roberts · Moira Abernethy · Jeanette Myburgh | 4:25.7 |

## Medaller
| Posició | País           | Or | Argent | Bronze | Total |
| 1       | Austràlia      | 8  | 4      | 2      | 14    |
| 2       | Estats Units   | 2  | 4      | 5      | 11    |
| 3       | Japó           | 1  | 4      | 0      | 5     |
| 4       | Alemanya       | 1  | 0      | 1      | 2     |
| 4       | Regne Unit     | 1  | 0      | 1      | 2     |
| 6       | Hongria        | 0  | 1      | 1      | 2     |
| 7       | Unió Soviètica | 0  | 0      | 2      | 2     |
| 8       | Sud-àfrica     | 0  | 0      | 1      | 1     |